# Quiabentia
Quiabentia Britton & Rose è un genere di piante della famiglia delle Cactacee.

## Tassonomia
Il genere comprende solo due specie:
- Quiabentia verticillata (Vaupel) Borg
- Quiabentia zehntneri (Britton & Rose) Britton & Rose